# Johann Huber (Politiker, 1852)
Johann Huber (* 7. Mai 1852 in Birnbaum; † 12. Mai 1936 ebenda) war ein österreichischer Land- und Gastwirt und Politiker.

## Leben
Huber war der Sohn des Gast- und Landwirts Johann Huber (* 7. Juni 1822; † 29. März 1878) und dessen Ehefrau Maria geb. Klauß (* 21. November 1814). Er war römisch-katholisch und heiratete am 11. Februar 1879 Maria Stabentheiner (* 2. August 1856; † 11. August 1950). Aus der Ehe gingen fünf Söhne und fünf Töchter hervor, von denen zwei Söhne und eine Tochter jung starben.
Huber leistete Militärdienst bei den Dragonern und übernahm dann den väterlichen Besitz. Er war Landwirt, Gastwirt, Schafzüchter und Holzhändler sowie Bürgermeister der Gemeinde Birnbaum. 1928 wurde er zum Ehrenbürger der Gemeinde Birnbaum ernannt.
Vom 3. Januar 1895 (Nachwahl vom 27. September 1894 aufgrund des Todes von Oswald Nischelwitzer) bis zum 8. September 1902 war er Abgeordneter im Kärntner Landtag für den Wahlkreis LGM 7 Hermagor. Im Landtag war er in der VII. Wahlperiode von 1895 bis 1896 Mitglied des Revisionsausschusses sowie des Sonderausschusses zum Kaiserjubiläum und in der VIII. Wahlperiode von 1897 bis 1902 Mitglied des juridisch-politischen und des Revisionsausschusses. Er gehörte dem Klub christlich-deutsch an. 1906 unterlag er in der Nachwahl der Allgemeinen Wählerklasse Spittal im zweiten Wahlgang.